# Francesc II de França
Francesc II de França (Fontainebleau, 1544 - Orleans, 1560), rei de França (1559-1560) i rei consort d'Escòcia (1558-1560).

## Orígens familiars
Nasqué al palau reial de Fontainebleau el 19 de gener de 1544 sent el fill primogènic del rei Enric II de França i la seva esposa Caterina de Mèdici. Era net per línia paterna del rei Francesc I de França i la princesa Clàudia de França, i per línia materna del duc Llorenç II de Mèdici i la comtessa Magdalena de La Tour.
Fou el germà gran dels també reis Carles IX de França i Enric III de França, els últims reis de la branca Valois-Angulema, de la Dinastia Valois.

## Rei consort d'Escòcia
El seu matrimoni amb Maria I d'Escòcia el concretà el seu pare el 1548 quan Francesc tenia tan sols nou anys. Maria d'Escòcia fou proclamada reina el mateix any del seu naixement el 1542
El casament es realitzà a la Catedral de Notre-Dame de París el 24 d'abril de 1558, amb el delfí Francesc de França de 14 anys. El seu casament amb la reina d'Escòcia –ell no fou coronat mai rei d'Escòcia– propiciava un possible hereu conjunt per a les dues corones així com un candidat molt important a poder reclamar el futur tron d'Anglaterra.

## Rei de França
Francesc II ascendí al tron francès el 1559 a l'edat de setze anys, major d'edat i, per tant, preparat per a regnar. Era de salut –tant física com mental– molt dèbil i fou manejat per la seva esposa així com per la família d'aquesta, els ducs de Guisa, partidaris d'una política repressiva contra els hugonots. Francesc II va deixar el govern a mans de Francesc I de Guisa, cap de l'exèrcit francès, i Carles I de Guisa, que disposa de les finances i els assumptes de l'església catòlica.
El curt regnat de Francesc II està immers pels disturbis religiosos de les Guerres de religió. Els catòlics, amb els Guisa al capdavant, i els protestants, amb Antoni de Borbó i Francesc de Coligny, van mobilitzar llurs exèrcits davant la possibilitat d'una guerra declarada.
El març de 1560 els líders protestants van organitzar la Conjura d'Amboise, pensada per segrestar el rei i fer ascendir llur candidat, Lluís de Condé. Aquest complot però no es realitzà per la traïció de Pierre des Avenelles que permeté la captura de gran part dels conspiradors, que foren executats.
El 5 de desembre de 1560 Francesc II va morir a Orleans a causa d'una otitis, i va ser enterrat a la Catedral de Saint-Denis. Fou succeït pel seu germà de deu anys Carles IX de França, sota la regència de la seva mare Caterina de Mèdici, mentre Maria Stuard retornà a Escòcia.